# Эйленкриг, Вадим Симович
Вадим Симович Эйленкриг (род. 4 мая 1971, Москва, СССР) — российский музыкант, трубач, телеведущий, Заслуженный артист Республики Татарстан (2016).

## Биография
Вадим Эйленкриг родился в Москве. Мать — Эйленкриг Алина Яковлевна (род. 7 июня 1946, Москва). Отец — Эйленкриг Сима Львович (род. 8 марта 1940, Москва) — саксофонист, работал директором Иосифа Давыдовича Кобзона и Людмилы Марковны Гурченко.
Окончил московскую ДМШ № 1 им. Прокофьева по классу фортепиано. Когда Вадим учился в музыкальной школе, он взял себе второй инструмент, но вопреки желанию родителей выбрал не саксофон, а трубу. На второй год обучения на трубе становится лауреатом Московского конкурса трубачей. В 1986 году поступает в Музыкальное училище им. Октябрьской Революции (ныне Московский колледж им. Шнитке) по классу академической трубы. В 1990 году поступил в Московский государственный университет культуры и искусств, где перевёлся с отделения духовых инструментов на джазовую кафедру. В 1995 году был приглашён солистом в биг-бэнд МГУКИ на Международный джазовый фестиваль в город Торгау (Германия), где стал лауреатом. После окончания института играл в лучших джазовых оркестрах Москвы: МКС биг-бэнде Анатолия Кролла, оркестре п/у Олега Лундстрема, биг-бэнде Московского государственного института имени Гнесиных.
В 1996 году создал свой первый сольный проект — группу XL. В это же время начал экспериментировать с электронными стилями музыки и первым в Москве начал играть с диджеями. В 1997 году окончил аспирантуру Государственной классической академии имени Маймонида.
С 1999 по 2010 год — солист биг-бэнда Игоря Бутмана.
С 2000 года — доцент кафедры джазовой музыки факультета мировой музыкальной культуры Государственной классической академии имени Маймонида, с 2016 года — заведующий кафедрой.
В 2009 году на звукозаписывающем лейбле Игоря Бутмана «Butman Music» был выпущен первый сольный альбом «The Shadow of Your Smile». В записи альбома приняли участие звезды мирового джаза Хайром Буллок, Уил Ли, Крис Паркер, Дэвид Гарфилд и Рэнди Бреккер из The Brecker Brothers.
В 2013 году стал ведущим телепроекта «Большой джаз» на телеканале «Культура».
Спустя три года после выпуска первого альбома вышла вторая пластинка — «EILENKRIG» (Butman Music Records), с участием Алана Харриса, Верджила Донатти, Дугласа Шрива, Игоря Бутмана, Антона Баронина, Дмитрия Мосьпана. Альбом достиг 4-й строчки в российском iTunes (Top 200 Jazz Chart) и 1-го места в Армении (Top 200 Tracks Armenia All Genre Chart).
В 2016 году стал соведущим и руководителем оркестра в юбилейном сезоне шоу «Танцы со звездами» на телеканале «Россия-1».
С 2016 года — Художественный руководитель Фестиваля татарской песни «Ветер перемен», за работу в котором был удостоен звания Заслуженный артист Республики Татарстан.
В декабре 2017 года в рамках празднования 100-летия джаза в России Вадим и технологическая лаборатория Creaited Labs создали и представили в рамках фестиваля Wild Turkey Jazz первую в мире нейроджазовую композицию. В презентации этой композиции приняли участие Soweto Kinch и Nick West.
С ноября 2018 года — ведущий телевизионного проекта "Клуб «Шаболовка, 37» в эфире телеканала «Культура».
С 2019 года — художественный руководитель фестиваля «Джазовое лето с Вадимом Эйленкригом» в Московской филармонии.
17 января 2020 года Eilenkrig Orchestra сыграли сольный концерт на сцене Carnegie Hall, презентовав в США татарский проект «Wind of Change».
20 сентября 2020 года в Московской филармонии состоялась презентация нового альбома «Newborn»..
В мультфильме «Душа» Эйленкриг озвучил персонажа по имен Кудряш.
Ежегодный член жюри Международного телевизионного конкурса юных музыкантов «Щелкунчик».

## Дискография
- The Shadow of Your Smile (2009)
- Eilenkrig (2012)
- Point of View (2017)
- Newborn (2020)
- Pier 39 (2021)

## Фильмография
- 2008 — «Кулагин и партнёры» — камео